# Silvana Pampanini
Silvana Pampanini (Roma, Laci, Itàlia, 25 de setembre de 1925 - 6 de gener de 2016) va ser una actriu i directora italiana d'una llarga trajectòria en cinema, teatre i televisió. Va ser Miss Itàlia en 1946 i l'any següent va iniciar la seva carrera al cinema. Correspon a una generació d'artistes importants del cinema italià de la postguerra basat en belleses exuberants com Gina Lollobrigida, Silvana Mangano i Sophia Loren. Totes elles van constituir el nucli dur de la maggioratas, contribuint a establir el nou estàndard de bellesa basat en corbes i en el poder carnal durant la grisenca època de la postguerra. Pot ser que no aconseguís l'èxit i el reconeixement de les seves companyes, però la Pampanini va aconseguir erigir-se per mèrits propis en un autèntica icona sexual.

## Vida i carrera
Silvana Pampanini va ser una de les més populars actrius italianes de les dècades de 1950 i de 1960, on va encarnar a desenes de personatges. També va fer carrera a França, Japó, Mèxic i Argentina, sent considerada com a sex symbol (símbol sexual) en els anys 1950. En 1955 va visitar Nova York, Denver i Hollywood però va rebutjar ofertes de treball perquè no parlava apropiadament l'idioma anglès i tenia alguns problemes amb l'oficina d'impostos.
Va estudiar cant breument en el Conservatorio de Santa Cecilia a Roma.
El seu primer èxit internacional arribaria amb O.K. Nerón (1951) a les ordres de Mario Soldati, una paròdia de Quo vadis? escrita per Mario Monicelli, gràcies a la qual aconseguiria el reconeixement popular tant a Europa com a Amèrica del Nord. A més del seu registre més lleuger i de varietats, l'actriu va demostrar les seves habilitats dramàtiques en pel·lícules neorrealistes com Processo alla cittá (1952), de Luigi Zampa, i Un marito per Anna Zacheo (1953), de Giuseppe de Santis.
Va ser apreciada a França, on se li nomenava Nini Pampan. A Espanya, en 1954 va protagonitzar el film La principessa delle Canarie, rodat en Gran Canària sota l'adreça de Carlos Serrano de Osma i Paolo Moffa. Li acompanyava en el repartiment Marcello Mastroianni com a primer actor. El tema era la conquesta castellana de les Canàries. Va estar en el Festival de Cinema de Punta del Este, Uruguai, corresponent a l'any 1955. A Mèxic, va estar de protagonista amb Pedro Armendáriz en la pel·lícula Sed de amor (1958), un drama molt cru i violent.
Carlos Serrano de Osma va fer en 1965 en Argentina, país que havia visitat en 1955, Un italiano en la Argentina, al costat de Nino Mafredi i Vittorio Gassman. També va arribar al teatre en fer una funció a Santiago de Xile al costat d'Estela Raval i Los Cinco Latinos.

## Atractiu
Es diu que la Pampanini va ser una autèntica trencacors. Que van caure als seus peus el rei afganès Ahmad Shah Kan, Faruq I d'Egipte, passant pels 2 "sex symbols" internacionals de l'època, com Tyrone Power, Omar Sharif, fins a desembocar en admiradors confessos com Orson Welles. Ella sempre va desmentir qualsevol affair i es va mantenir lligada en secret a un multimilionari la identitat del qual mai es va arribar a saber, mentre la seva fama s'estenia a mig món i fins a l'emperador japonès Hiro Hito se saltava tots els protocols per complimentar-la.

## Vida personal
En els últims anys, s'havia refugiat en la televisió, però deixa una filmografia de més de 60 títols que configuren el testament inigualable de tota una època. Mai es va casar ni va tenir fills. Era neta de la soprano Rosetta Pampanini.

## Mort
Silvana Pampanini va morir el 6 de gener de 2016 a l'edat de 90 anys, per complicacions d'una cirurgia realitzada mesos abans.

## Filmografia

### Actriu
- Il segreto di Don Giovanni (1947)
- Arrivederci papà (1948)
- Baron Carlo Mazza (1948)
- Anthony of Padua (1949)
- The Firemen of Viggiù (1949)
- Marechiaro (1949)
- Snow White and the Seven Thieves (1949)
- Lo sparviero del Nilo (1950)
- Io sono il capataz (1950)
- È arrivato il cavaliere! (1950)
- La bisarca (1950)
- Il richiamo nella tempesta (1950)
- L'inafferrabile 12 (1950)
- 47 morto che parla (1950)
- Bellezze in bicicletta (1951)
- Don Juan's Night of Love (1951)
- Era lui... sì! sì! (1951)
- Miracolo a Viggiù (1951)
- Una bruna indiavolata! (1951)
- Ha fatto 13! (1951)
- O.K. Nerone (1951)
- La paura fa 90 (1951)
- Half a Century of Song (1952)
- Mademoiselle Gobete (1952)
- The City Stands Trial (1952)
- Girls Marked Danger (1952)
- The Woman Who Invented Love (1952)
- Viva il cinema! (1952)
- La peccatrice dell'isola (1952)
- Bufere (1953)
- Canzoni, canzoni, canzoni (1953)
- Un giorno in pretura (1953)
- L'incantevole nemica (1953)
- Koenigsmark (1953)
- A Husband for Anna (1953)
- Noi cannibali (1953)
- Torna! (1953)
- The Cheerful Squadron (1954)
- Mid-Century Loves (1954)
- Marriage (1954)
- Schiava del peccato (1954)
- Orient Express (1954)
- The Island Princess (1955)
- La torre di Nesle (1955)
- The Belle of Rome (1955)
- Racconti romani (1955)
- Canzoni di tutta Italia (1956)
- Law of the Streets (1956)
- Saranno uomini (1957)
- The Road a Year Long (1958)
- Sete d'amore (1959)
- Guns of the Black Witch (1961)
- Mariti a congresso (1961)
- Oh Islam (1962)
- Napoleoncito (1964)
- Il Gaucho (1964)
- Mondo pazzo, gente matta (1965)
- Tres mil kilometros de amor (1966)
- Mazzabubù...quante corna stanno laggiù (1971)
- Il tassinaro (1983)

### Directora
- Melodie a Sant'Agata (1958)